# Virgilo Scarabelli
Virgili Scarabelli Alertti (Montevideo (Uruguai), 29 de novembre, 1868 - Idem. 29 de juny, 1959), fou músico, docent, va ser inspector de Música a Primària ia Secundària. Fundador del Conservatori Musical de Montevideo, impulsor de l'Orquestra Simfònica del SODRE, el liceu 49 i l'Escola de Música 265 porten el seu nom.
De pares italians, va néixer a Montevideo, però la seva família es radica a Buenos Aires on cursa estudis musicals, arribant a ocupar el càrrec de primer violí a l'Orquestra del Teatre Colón de Buenos Aires. El 1892 és contractat com a violinista al Teatro Real de Tupín i quatre anys més tard, a instància de Camilo Giucci, s'instal·la a Montevideo, dedicant-se a l'ensenyament del violí.
Entre els seus alumnes hi havia Eduardo Fabini. El 1900 Scarabelli i la seva dona van conèixer Giuseppe Verdi a Milà. Quatre anys més tard funda amb Eduardo Fabini el Conservatori Musical de Montevideo.
A partir del 1918 dedica tots els seus esforços per crear una orquestra estable, esforços que es van cristal·litzar amb el naixement el 1931 de l'Orquestra Simfònica del SODRE. El 1934 va ser designat pel Ministeri d'Instrucció Pública, inspector de Música i Cant Coral a Ensenyament Primari, estenent-se a partir de 1937 la seva òrbita d'acció a altres instituts de l'Estat, passant a inspeccionar els cursos de Cant Coral a Ensenyament Secundari de recent creació a instàncies de la gestió.
El 1949 el Consell d'Ensenyament Secundari el va designar Inspector de Cant Coral i Cultura Musical, càrrec que exerceix fins a 1953.
Virgili Scarabelli mor el 29 de juny, 1959 a Montevideo.